# Irish Water Spaniel
Der Irish Water Spaniel ist eine von der FCI anerkannte irische Hunderasse (FCI-Gruppe 8, Sektion 3, Standard Nr. 124).

## Herkunft und Geschichtliches
Wahrscheinlich stammt diese Rasse aus der Zeit der Französischen Revolution und stammt vom Großpudel und dem Irish Setter ab. 1834 begann seine systematische Zucht, 1862 wurde er bei einer Hundeausstellung in Birmingham präsentiert und vom britischen Kennel Club offiziell anerkannt.

## Beschreibung
Dieser bis 59 cm große, stämmige Hund mit lockigem, kastanienbraunem Fell ist gut zur Jagd geeignet und verfügt über viel  Energie. Er hat dichte, feste, krause, aber nicht wollige Ringellöckchen. Sein Fell ist von Natur aus fettig und hat eine sehr satte, dunkelbraunrote Leberfarbe. Die Ohren sind sehr lang, lappenförmig und von langen, gedrehten Haarlocken bedeckt. Von anderen Wasserhunden unterscheidet ihn die Tatsache, dass er keinen Bart im Gesicht hat. Ein weiteres typisches Merkmal ist der sogenannte Rat Tail – der Rattenschwanz, der am Ansatz zwar noch gelocktes Haar aufweist, gegen Ende aber glatt und fast nackt erscheint.

## Verwendung
Irish Water Spaniel sind als Jagdhund, unter anderem für die Wasserjagd; auch als Wachhund brauchbar. Auch als Familienhund werden sie gehalten. Der Irish Water Spaniel benötigt neben seinem täglichen Auslauf auch genügend Beschäftigung für seinen Geist. Er ist sehr lernbegierig und lernfähig und wie die Retriever zum Apportieren geeignet. Dabei besitzt er ein weiches Maul, das heißt, er apportiert vorsichtig und verbeißt sich nicht. Er reagiert bei Fremden meistens sehr zurückhaltend. Für die Gewöhnung an Kleintiere sind Zeit und Geduld nötig.
Die nötige Haarpflege für Hunde dieser Rasse besteht in einmal in der Woche gründlich Kämmen und Bürsten sowie etwa alle 8–10 Wochen Scheren.